# ترالیزومب
ترالیزومب (انگلیسی: Theralizumab) که با نام‌های TGN1412 و TAB08 هم شناخته می‌شود، یک داروی ایمنی‌درمانی است که توسط «توماس هونیگ» در دانشگاه وورتسبورگ ساخته شد.
این دارو پس از آنکه سبب بروز واکنش‌های شدید التهابی در فاز اولِ کارآزمایی بالینی در مارس ۲۰۰۶ در لندن شد، جمع‌آوری گردید و شرکت سازنده‌اش ظرف یک‌سال ورشکست شد.
سپس حقوق قانونی آن یه یک شرکت نوآفرینِ روسی به نام «ترمامَـب» واگذار گردید و نامش به TAB08 تغییر یافت. فاز اولِ و دومِ کارآزمایی بالینی برای درمان التهاب مفصل تکمیل شده‌است و چند کارآزمایی بالینی برای سرطان هم آغاز شده‌است.
این دارو که در اصل برای درمان لوسمی مزمن لنفاوی لنفوسیت بی (B-CLL) و روماتیسم مفصلی ساخته شده بود، یک پادتن مونوکلونال انسانی‌شده‌است که آگونیست قوی گیرندهٔ CD28 است در لنفوسیت‌های تی دستگاه ایمنی است.
در نخستین کارآزمایی بالینی فاز ۱، این دارو موجب نارسایی فاجعه‌بار چندین دستگاه زیستی بدن در ۶ داوطلبان شد که در ۱۳ مارس ۲۰۰۶ در بیمارستان بستری شدند. دوز استفاده شده ۰٫۱ به ازای هر کیلوگرم از وزن بدن بود که این مقدار ۵۰۰ برابر کمتر از مقدار آزمایش‌شده در مدل‌های حیوانی بود.

ساختار مولکول CD28 در انسان.